# Mussaenda havilandii
Mussaenda havilandii är en måreväxtart som beskrevs av Ined.. Mussaenda havilandii ingår i släktet Mussaenda och familjen måreväxter. Inga underarter finns listade i Catalogue of Life.